# Et desitjo
 Et desitjo (títol original: I Want You) és una pel·lícula britànica dirigida per Michael Winterbottom, estrenada l'any 1998. Ha estat doblada al català.

## Argument
Helen treballa en un saló de bellesa, i el seu promés Bob és locutor d'una emissora de ràdio local. Fona és un nen mut que grava en secret les converses dels altres; la seva germana Smokey treballa en un bar. Martin és un tipus misteriós que comparteix una fosca història del passat amb Helen. Fona s'enamora de Helen i comença a gravar les seves converses amb Bob.

## Repartiment
- Rachel Weisz: Helen
- Alessandro Nivola: Martin
- Luka Petrušić: Honda
- Labina Mitevska: Smokey
- Ben Daniels: Bob
- Graham Crowden: Vell home
- Carmen Ejogo: Amber
- Phyllida Law

## Rebuda
Premis 1998Festival de Berlín: Secció oficial de llargmetratges. Esment d'honor (S. Idziak)
Crítica
- "Petita obra mestra"[3]
- "Amb una inquietant atmosfera, reflecteix les cremors del desig en el cos de Rachel Weisz"[4]
- "Rara, el seu principal interès és el seu to gens convencional"[5]